# PDC ワールド・カップ
ワールドカップ・オヴ・ダーツ (World Cup of Darts) は、プロフェッショナル・ダーツ・コーポレイション（PDC）が開催するダーツのトーナメントである。
ダーツにおけるワールド・カップの1つであり、ナショナル・チームで争われる。大会はSky Sportsで生中継される。
このイヴェントは、PDCが2010年に新たに導入した3つのトーナメントの1つであり、ダブルズと敗者先攻という特徴的なルールを持つ。

## 導入の背景
2009年10月、PDCのチェアマンであるバリー・ハーンは、£1,000,000でBDOを買収し、さらにPDCが£1,000,000を投じアマチュア・ダーツを発展させることをBDOに提案した。
しかし、BDOは、この提案を拒否する決定を下す。
声明書の中で、ハーンは、「BDOに対する我々の提案の目的は、ダーツというスポーツを1つにする事だった。BDOのカウンティ・アソシエイションズによる決定にもかかわらず、これは、私達の長期にわたる目標であることに変わりはない。」と、述べている。
BDOの決定の後、PDCは、まだ熟練していない全てのプレイヤーに、ダーツで生計を立てている精鋭達と戦う機会を提供し、プロフェッショナル・ダーツを拡大するために動き出した。
その第1段階として、3つの新しいトーナメントを設置したとしている。
それが、PDC アンダー21・ワールド・チャンピオンシップ、PDC ウィメンズ・ワールド・チャンピオンシップ、そしてこのPDC ワールド・カップ・オヴ・ダーツである。

## 形式
PDC ワールド・カップ・オヴ・ダーツを特徴付ける形式は、次の2つである。
- ダブルズ
- 敗者先攻

### 出場国と出場者の決定
ワールド・グランプリ終了後、10月末のPDC オーダー・オヴ・メリットにプレイヤーが2人以上いる国のみが対象となる。
各国の最もランクが高いプレイヤーの中で、上位40名の国が出場国となり、彼らと各国2番のプレイヤーが出場者となる。
なお、2人のワールド・ランキングの累積が、各国のシードを決定する。
この合計の最も低い国が、最も有利なシードとなり、上位4カ国は、第2ラウンドから開始となる。
地域別の出場国は、以下の通りである。
| 年   | 全世界 | イギリス | ヨーロッパ | オセアニア | 北アメリカ | 南アメリカ | アフリカ | アジア |
| ---- | ------ | -------- | ---------- | ---------- | ---------- | ---------- | -------- | ------ |
| 2010 | 24     | 4:       | 15:        | 2:         | 2:         | 0          | 0        | 1:     |

### 本戦
本戦の形式は、以下の通りである。
なお、シングルズ、ダブルズとも、全て501で行われる。
| 曜日 | ラウンド | 出場国 | 相手国 | 内容              | ポイント | 解説                  | レッグズ (ベスト・オヴ) | 先攻       |
| ---- | -------- | --- | --- | ----------------- | -------- | --------------------- | ----------------------- | ---------- |
| 金   | 1        | 9-24位の国 | 順位の和が33位になる国 (例: 9位 vs 24位) | ダブルズ          | -        | -                     | 11                      | 敗者       |
| 金   | 2        | 1-8位の国 + 第1R勝国 | 1-8位 vs 第1R勝国 (無作為抽選) | ダブルズ          | -        | -                     | 11                      | 敗者       |
| 土   | グループ | 第2Rの勝国 (4カ国からなるグループ内総当戦) グループA: 2、3、6、7位の国 / これらに勝利した国 グループB: 1、4、5、8位の国 / これらに勝利した国 | 第2Rの勝国 (4カ国からなるグループ内総当戦) グループA: 2、3、6、7位の国 / これらに勝利した国 グループB: 1、4、5、8位の国 / これらに勝利した国 | シングルズ x 2    | 1pt x 2  | 各国1位 vs 相手国2位  | 5                       | 敗者       |
| 土   | グループ | 第2Rの勝国 (4カ国からなるグループ内総当戦) グループA: 2、3、6、7位の国 / これらに勝利した国 グループB: 1、4、5、8位の国 / これらに勝利した国 | 第2Rの勝国 (4カ国からなるグループ内総当戦) グループA: 2、3、6、7位の国 / これらに勝利した国 グループB: 1、4、5、8位の国 / これらに勝利した国 | ダブルズ          | 2pts     | -                     | 5                       | 敗者       |
| 土   | グループ | 第2Rの勝国 (4カ国からなるグループ内総当戦) グループA: 2、3、6、7位の国 / これらに勝利した国 グループB: 1、4、5、8位の国 / これらに勝利した国 | 第2Rの勝国 (4カ国からなるグループ内総当戦) グループA: 2、3、6、7位の国 / これらに勝利した国 グループB: 1、4、5、8位の国 / これらに勝利した国 | 延長戦 (ダブルズ) | -        | ポイントが2-2の時のみ | 1                       | ブルアップ |
| 日   | 準決勝   | グループA, Bの それぞれ上位2カ国 | グループAの1位 vs グループBの2位 グループBの1位 vs グループAの2位                                                                            | シングルズ x 4    | 1pt x 4  | ラウンドロビン        | 11                      | 敗者       |
| 日   | 準決勝   | グループA, Bの それぞれ上位2カ国 | グループAの1位 vs グループBの2位 グループBの1位 vs グループAの2位                                                                            | ダブルズ          | 2pts     | 必要に応じて          | 11                      | 敗者       |
| 日   | 準決勝   | グループA, Bの それぞれ上位2カ国 | グループAの1位 vs グループBの2位 グループBの1位 vs グループAの2位                                                                            | 延長戦 (ダブルズ) | -        | ポイントが3-3の時のみ | 1                       | ブルアップ |
| 日   | 決勝     | 準決勝の勝国 | 準決勝の勝国 | シングルズ x 4    | 1pt x 4  | ラウンドロビン        | 15                      | 敗者       |
| 日   | 決勝     | 準決勝の勝国 | 準決勝の勝国 | ダブルズ          | 2pts     | 必要に応じて          | 15                      | 敗者       |
| 日   | 決勝     | 準決勝の勝国 | 準決勝の勝国 | 延長戦 (ダブルズ) | -        | ポイントが3-3の時のみ | 1                       | ブルアップ |

## 決勝
- 1 フィル・テイラーとエイドリアン・ルイスはサドンデス・レッグを制し優勝した。

## 記録と統計

### 決勝進出回数

#### 国別
| 国             | 優勝 | 準優勝 | 決勝 | 大会出場 |
| -------------- | ---- | ------ | ---- | -------- |
| イングランド   | 5    | 2      | 7    | 15       |
| オランダ       | 4    | 1      | 5    | 15       |
| ウェールズ     | 2    | 4      | 6    | 15       |
| スコットランド | 2    | 3      | 5    | 15       |
| オーストラリア | 1    | 1      | 2    | 15       |
| オーストリア   | 0    | 2      | 2    | 15       |
| 北アイルランド | 1    | 0      | 1    | 15       |
| ベルギー       | 0    | 1      | 1    | 15       |
| アイルランド   | 0    | 1      | 1    | 15       |

#### チーム
| 国             | 選手                                                                | 優 | 準 | 決 | 出 |
| -------------- | ------------------------------------------------------------------- | -- | -- | -- | -- |
| イングランド   | フィル・テイラー and エイドリアン・ルイス                           | 4  | 1  | 5  | 6  |
| オランダ       | マイケル・ヴァン・ガーウェン and レイモンド・ファン・バルネフェルト | 3  | 1  | 4  | 6  |
| ウェールズ     | ガーウィン・プライス and ジョニー・クレイトン                       | 2  | 2  | 4  | 7  |
| スコットランド | ゲイリー・アンダーソン and ピーター・ライト                         | 1  | 3  | 4  | 8  |
| オーストラリア | デーモン・ヘタ and サイモン・ウィットロック                         | 1  | 0  | 1  | 6  |
| スコットランド | ピーター・ライト and ジョン・ヘンダーソン                           | 1  | 0  | 1  | 2  |
| オランダ       | レイモンド・ファン・バルネフェルト and コ・ストンプ                 | 1  | 0  | 1  | 1  |
| イングランド   | ルーク・ハンフリーズ and マイケル・スミス                           | 1  | 0  | 1  | 1  |
| 北アイルランド | ジョシュ・ロック and ダリル・ガーニー                               | 1  | 0  | 1  | 1  |
| オーストリア   | メンサー・スルホビック and ロウビー=ジョン・ロドリゲス              | 0  | 2  | 2  | 9  |
| オーストラリア | サイモン・ウィットロック and ポール・ニコルソン                     | 0  | 1  | 1  | 5  |
| ベルギー       | キム・ハイブレクト and ロニー・ハイブレクト                         | 0  | 1  | 1  | 5  |
| アイルランド   | スティーブ・レノン and ウィリアム・オコナー                         | 0  | 1  | 1  | 5  |
| イングランド   | マイケル・スミス and ロブ・クロス                                   | 0  | 1  | 1  | 3  |
| ウェールズ     | マーク・ウェブスター and ガーウィン・プライス                       | 0  | 1  | 1  | 2  |
| ウェールズ     | マーク・ウェブスター and バリー・ベイツ                             | 0  | 1  | 1  | 1  |

#### 選手
| 国             | 選手                               | 優 | 準 | 決 | 大会出場 |
| -------------- | ---------------------------------- | -- | -- | -- | -------- |
| オランダ       | レイモンド・ファン・バルネフェルト | 4  | 1  | 5  | 8        |
| イングランド   | エイドリアン・ルイス               | 4  | 1  | 5  | 6        |
| イングランド   | フィル・テイラー                   | 4  | 1  | 5  | 6        |
| オランダ       | マイケル・ヴァン・ガーウェン       | 3  | 1  | 4  | 10       |
| スコットランド | ピーター・ライト                   | 2  | 3  | 5  | 11       |
| ウェールズ     | ガーウィン・プライス               | 2  | 3  | 5  | 9        |
| ウェールズ     | ジョニー・クレイトン               | 2  | 2  | 4  | 8        |
| スコットランド | ゲイリー・アンダーソン             | 1  | 3  | 4  | 11       |
| オーストラリア | サイモン・ウィットロック           | 1  | 1  | 2  | 15       |
| イングランド   | マイケル・スミス                   | 1  | 1  | 2  | 5        |
| オーストラリア | デーモン・ヘタ                     | 1  | 0  | 1  | 6        |
| スコットランド | ジョン・ヘンダーソン               | 1  | 0  | 1  | 3        |
| オランダ       | コ・ストンプ                       | 1  | 0  | 1  | 1        |
| イングランド   | ルーク・ハンフリーズ               | 1  | 0  | 1  | 2        |
| 北アイルランド | ジョシュ・ロック                   | 1  | 0  | 1  | 2        |
| 北アイルランド | ダリル・ガーニー                   | 1  | 0  | 1  | 9        |
| オーストリア   | メンサー・スルホビック             | 0  | 2  | 2  | 15       |
| オーストリア   | ロウビー=ジョン・ロドリゲス        | 0  | 2  | 2  | 9        |
| ウェールズ     | マーク・ウェブスター               | 0  | 2  | 2  | 7        |
| アイルランド   | ウィリアム・オコナー               | 0  | 1  | 1  | 15       |
| ベルギー       | キム・ハイブレクト                 | 0  | 1  | 1  | 13       |
| ベルギー       | ロニー・ハイブレクト               | 0  | 1  | 1  | 5        |
| オーストラリア | ポール・ニコルソン                 | 0  | 1  | 1  | 5        |
| アイルランド   | スティーブ・レノン                 | 0  | 1  | 1  | 5        |
| イングランド   | ロブ・クロス                       | 0  | 1  | 1  | 4        |
| ウェールズ     | バリー・ベイツ                     | 0  | 1  | 1  | 1        |

### 最高平均
| W杯1試合平均上位10 | W杯1試合平均上位10                                                  | W杯1試合平均上位10         | W杯1試合平均上位10                                    | W杯1試合平均上位10 |
| 平均               | 選手                                                                | 年 (+ ラウンド)            | 相手                                                  | 結果               |
| ------------------ | ------------------------------------------------------------------- | -------------------------- | ----------------------------------------------------- | ------------------ |
| 118.10 (WR)        | クリストフ・ラタイスキー and クシシュトフ・クチュク                 | 2023, グループステージ     | ダリウス・ラバナスカス and ミンダウガス・バラウスカス | 4–1 (L)            |
| 117.88             | マイケル・ヴァン・ガーウェン and レイモンド・ファン・バルネフェルト | 2014, 準決勝 (sub match)   | ブレンダン・ドーラン and ミッキー・マンセル           | 4–0 (L)            |
| 111.33             | マイケル・ヴァン・ガーウェン and レイモンド・ファン・バルネフェルト | 2017, 2回戦 (sub match)    | ダリン・ヤング and ラリー・バトラー                   | 4–0 (L)            |
| 109.33             | マイケル・ヴァン・ガーウェン and レイモンド・ファン・バルネフェルト | 2017, 1回戦                | カレル・セドラセク and フランチシェク・フンプラ       | 5–1 (L)            |
| 109.31             | デーモン・ヘタ and サイモン・ウィットロック                         | 2022, 準々決勝             | ディミトリ・バン・デン・バーグ and キム・ハイブレクト | 4–0 (L)            |
| 108.41             | サイモン・ウィットロック and ポール・ニコルソン                     | 2010, グループステージ     | ジョン・パート and ケン・マクニール                   | 3–1 (L)            |
| 107.77             | マイケル・ヴァン・ガーウェン and レイモンド・ファン・バルネフェルト | 2016, 準々決勝 (sub match) | サイモン・ウィットロック and カイル・アンダーソン     | 4–3 (L)            |
| 107.31             | アントニオ・アルシナス and カルロス・ロドリゲス                     | 2010, 2回戦                | フィル・テイラー and ジェームズ・ウェイド             | 6–5 (L)            |
| 105.48             | キム・ハイブレクト and ロニー・ハイブレクト                         | 2013, 準決勝 (sub match)   | Jani Haavisto and ヤルコ・コムラ                      | 4–0 (L)            |
| 105.17             | マイケル・ヴァン・ガーウェン and レイモンド・ファン・バルネフェルト | 2017, 準々決勝 (sub match) | マックス・ホップ and マーティン・シンドラー           | 4–1 (L)            |

### ジョッキー・ウィルソン・カップ
PDC ワールド・カップの導入に先立ち、2009年12月5日、イングランドとスコットランドの国際試合であるジョッキー・ウィルソン・カップが、グラスゴーで行われた。
ナショナル・チームによる戦いであったことや、ダブルズもシングルズも取り入れた形式であったこと、ベスト・オヴ・11・レッグズであったこと、ポイント制であったことなど、PDC ワールド・カップと類似点も多いが、ダブルズが501ではなく1001であったことや、3-3 (ポインツ) となった場合、180が多い方の勝利という形式は、ワールド・カップにもないこのイヴェントの特徴である。
なお、1001の形式は、PDCのイヴェントで初のことだった。
この模様は、Sky Sportsで生放送され、イングランドが6-0でスコットランドに勝利し、ジョッキー・ウィルソン・カップは、閉幕した。

## 参照・注釈
1. 1 2 3  PDC announces 3 new tournaments Archived 2010-04-30 at the Wayback Machine. Retrieved 15 July 2010, PDC.tv
2. 1 2  World Cup of Darts Preview PDC
3. ↑  PDC World Cup Teams PDC
4. ↑  Cash Converters World Cup Format PDC
5. ↑  ポイントが同点の場合は、レッグ差により順位を付ける。
6. ↑  “Betfair World Cup of Darts Tickets”. pdc.tv.  Professional Darts Corporation. 2012年12月8日時点のオリジナルよりアーカイブ。2012年12月9日閲覧。
7. ↑  “Bwin World Cup of Darts Schedule”.  Professional Darts Corporation. 2014年5月31日時点のオリジナルよりアーカイブ。2014年5月31日閲覧。
8. ↑  Jocky Wilson Cup Format PDC
9. ↑  Jocky Wilson Cup Preview PDC
10. ↑  England Win Jocky Wilson Cup PDC